# Antonae incornigera
Antonae incornigera är en insektsart som beskrevs av Richter. Antonae incornigera ingår i släktet Antonae och familjen hornstritar. Inga underarter finns listade i Catalogue of Life.